# Torixoréu
Torixoréu est une municipalité brésilienne située dans l'État du Mato Grosso.